# Biały niedźwiedź (film)
Biały niedźwiedź – polski film wojenny z 1959 roku. Film otrzymał wyróżnienie na Międzynarodowym Festiwalu Filmowym w Edynburgu.
Historia Henryka Fogla, uczonego Żyda, który zostaje schwytany przez niemieckiego majora.
Miejsca realizacji filmu: Zakopane, Kuźnice, Kasprowy Wierch (stacja kolejki linowej).

## Obsada aktorska
- Gustaw Holoubek – jako Henryk Fogiel
- Stanisław Milski – jako profesor
- Adam Pawlikowski – jako major Rudolf von Henneberg
- Teresa Tuszyńska – jako Anna, córka profesora
- Stanisław Mikulski – jako Michał Pawlicki
- Liliana Niwińska – jako Lili, partnerka majora
- Edward Dobrzański – jako góral Józek

Źródło.